# Cönfüsiön
„Cönfüsiön“ je první a jediný singl britské synthpopové skupiny Zee. Pochází z jejich jediného alba Identity. Byl vydán na jaře 1984 (viz 1984 v hudbě).
Na singlu „Cönfüsiön“ se kromě této skladby nachází (na B straně) píseň „Eyës öf Gÿpsy“. Ta byla vydána (mimo singlu) pouze na kazetové verzi alba Identity.
Singl „Cönfüsiön“ byl vydán i v rozšířené verzi s prodlouženou skladbou „Cönfüsiön“ a upravenou „Eyës öf Gÿpsy“.
Texty napsal Dave Harris a na hudbě se podíleli oba členové Zee (Dave Harris a Rick Wright).
Názvy písní jsou anglické s parodickým přehnaným použitím tzv. heavy metalové přehlásky.

## Seznam skladeb

### 7" verze
1. „Cönfüsiön“ (Harris, Wright) – 3:36
2. „Eyës öf a Gÿpsy“ (Harris, Wright) – 4:11

### 12" verze
1. „Cönfüsiön (Extended Version)“ (Harris, Wright) – 6:22
2. „Eyës öf a Gÿpsy (Dub)“ (Harris, Wright) – 4:12